# الأدلة التجارية للدول

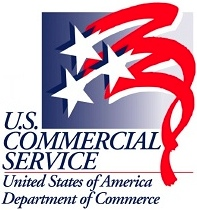

إن الأدلة التجارية للدول (CCG) هي تقارير تُعدها مكاتب الولايات المتحدة للخدمات التجارية حول العالم، والتي توفر معلومات تجارية شاملة للشركات الأمريكية الساعية للقيام بأعمال تجارية في بلدٍ معين.

## المحتويات
تتضمن المعلومات التي ستجدها ما يلي:
- البيئة الاقتصادية والسياسية
- القطاعات الرائدة في التصدير والاستثمار الأمريكي
- القواعد التجارية والجمارك والمعايير
- المناخ الاستثماري
- السفر للأعمال التجارية

## وصلات خارجية
- "US department of state CCG info". وزارة الخارجية الأمريكية. مؤرشف من الأصل في 2019-03-27.
- "CCG lookup". buyusainfo.net. مؤرشف من الأصل في 2006-08-26.
- "Country Commercial Guide - Doing Business in the UK". buyusa.gov. مؤرشف من الأصل في 2010-05-28.